# André Jourdain (político)
André Jourdain (13 de junho de 1935 - 16 de setembro de 2019) foi um político francês.
Jourdain foi o senador de Jura de 1989 a 2001 e foi prefeito de Sapois, Jura entre 2001 e 2014.